# ミルズの構造化プログラミング

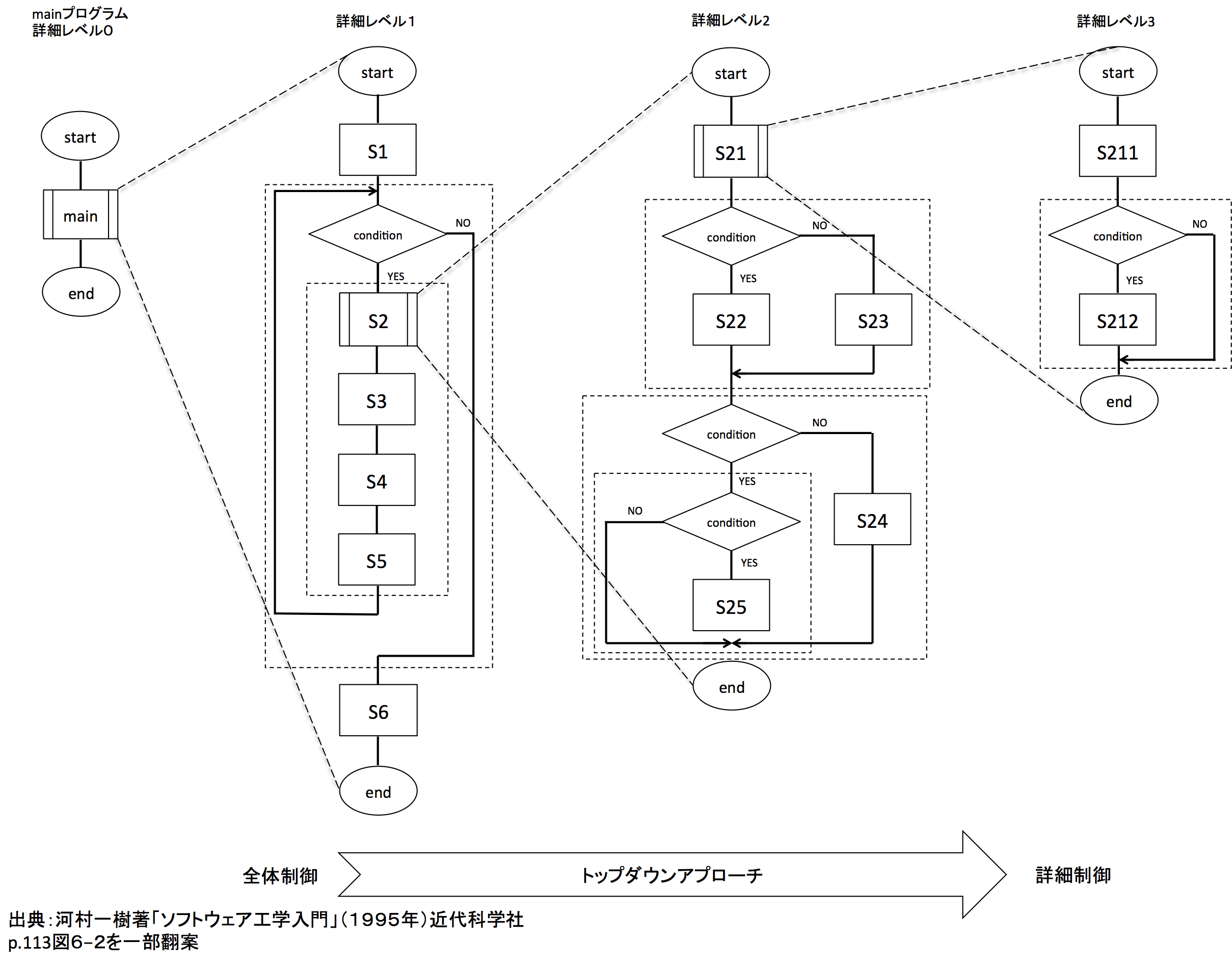
「構造化プログラミング」によって制御フローのジャングルが小さな詳細レベル（関数に相当する）に分割・整理され、“うまく”構造化された流れ図

ミルズの構造化プログラミング（ミルズのこうぞうかプログラミング、英: Mills' structured programming）とは、ソフトウェアの複雑な制御フローを連接・選択・繰り返しおよびネスティング（nesting）の多層化によって整理しながらプログラミングを行う段階的詳細化法を言う。
ミルズの構造化プログラミングはダイクストラによる構造化プログラミングとはほとんど無関係である。

## 概要

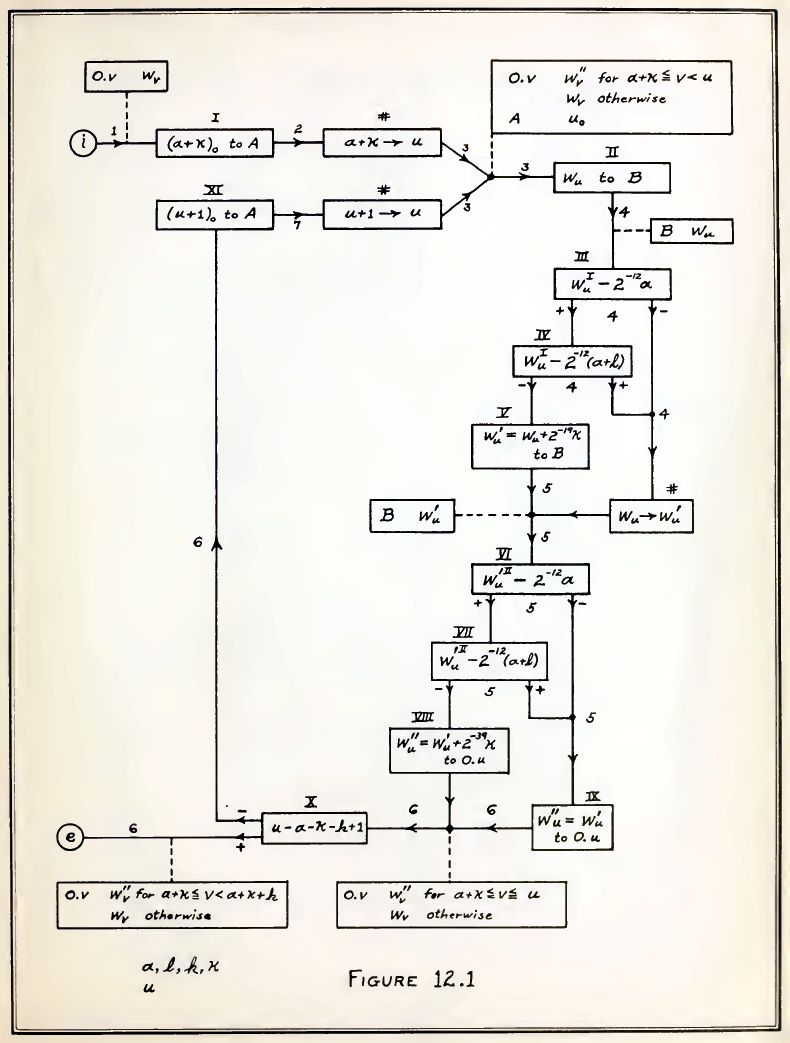
初期のフローチャート 。現代の規格化されたフローチャートと異なり、一見しただけでは、どこからどう読めばよいか把握することが困難である。 "Planning and coding of problems for an electronic computing instrument," 1947 から

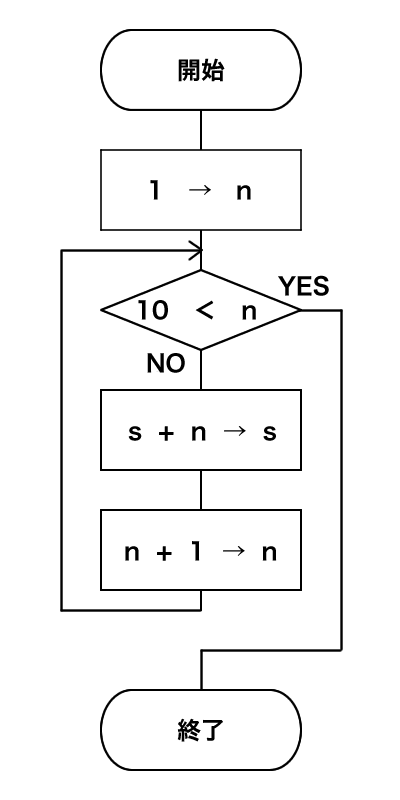
制御処理が順次プログラムである「連接」・「選択」・「繰り返し」に限定された現代的なフローチャート（なお、ネストはされていない）。上から下に人間の思考過程に沿った形でプログラムの処理過程を理解することができる。

IBMのハーラン・ミルズはミルズ独自の要素も加えたソフトウェア開発技法を提唱した。このミルズが中心となって要約・発展させたソフトウェア開発技法をミルズの構造化プログラミング（Mills' structured programming）と呼ぶ。